# Chime金融

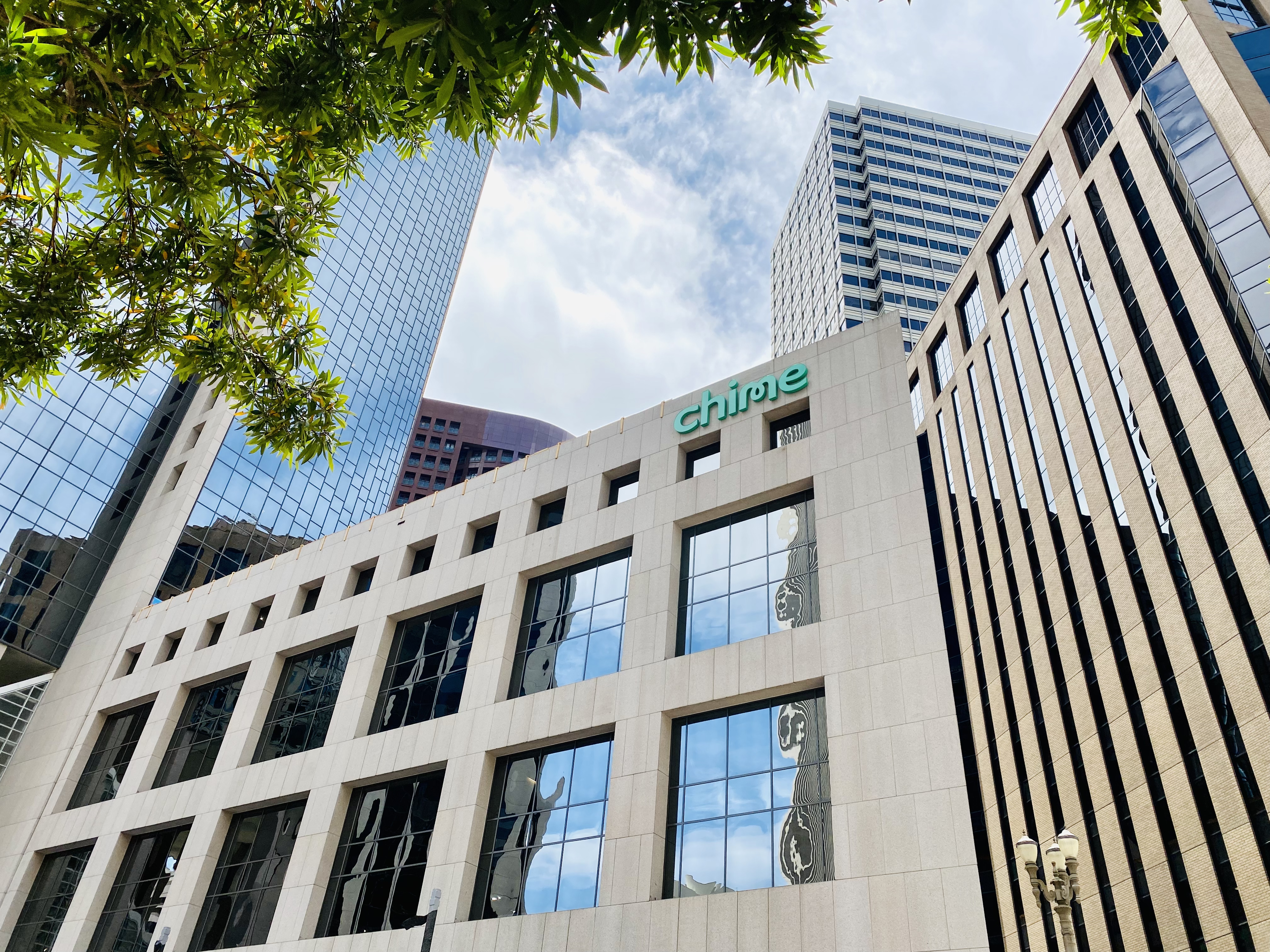
總部

Chime金融（Chime Financial, Inc.）是美國的一家金融公司，總部位於舊金山。該公司通過Stride銀行和Bancorp銀行提供免費的手機銀行服務。公司創業於2012年。